# آندریا پریلوغ
آندریا پریلوغ (انگلیسی: Andreea Părăluță؛ زادهٔ ۲۷ نوامبر ۱۹۹۴) بازیکن فوتبال اهل رومانی است.
از باشگاه‌هایی که در آن بازی کرده‌است می‌توان به آ.اس.آ ترگو مورش اشاره کرد.
وی همچنین در تیم ملی فوتبال Romania بازی کرده‌است.